# Baptiste Roudel
Baptiste Roudel, né le 13 mars 1899 à Ribaute et mort le 19 septembre 1976 à Ferrals-les-Corbières, est un homme politique français.

## Détail des fonctions et des mandats
Mandat parlementaire
- 8 décembre 1946 - 7 novembre 1948 : Sénateur de l'Aude